# Стара Гора (Нова Горица)
Стара Гора (словен. Stara Gora, итал. Montevecchio) је насељено место у општини Нова Горица, Горишка регија, Словенија.

## Историја
До територијалне реорганизације у Словенији била је у саставу старе општине Нова Горица.

## Становништво
У попису становништва из 2011. године, Стара Гора је имала 165 становника.
| Број становника према пописима | Број становника према пописима | Број становника према пописима |
| ------------------------------ | ------------------------------ | ------------------------------ |
| 1991                           | 2002                           | 2011                           |
| 115                            | 142                            | 165                            |

Напомена: Године 2006. увећано за део насеља Рожна Долина.